# Akcjonariat Obywatelski
Akcjonariat Obywatelski to program zapoczątkowany przez Ministerstwo Skarbu Państwa podczas debiutów giełdowych PZU, spółki Tauron Polska Energia oraz Giełdy Papierów Wartościowych w Warszawie (GPW). 

## AO w praktyce
Podstawą programową jest rozwiązanie ułatwiające nabycie przez inwestorów indywidualnych akcji spółek Skarbu Państwa debiutujących na Giełdzie Papierów Wartościowych w Warszawie. Polega ono na ustalaniu maksymalnego pułapu akcji, na jakie może się zapisać jedna osoba. Dzięki temu w 2010 roku odnotowano największą od piętnastu lat liczbę zapisów na akcje spółek Skarbu Państwa: Tauron Polska Energia – 230 tysięcy osób, PZU – 250 tysięcy osób, Giełda Papierów Wartościowych – aż 323 tysiące osób. 

## Cel programu
Przed pojawieniem się idei Akcjonariatu Obywatelskiego możliwość nabycia akcji upublicznianych spółek Skarbu Państwa przez inwestorów indywidualnych była utrudniona. Inwestorzy indywidualni konkurowali bowiem o akcje z dużymi inwestorami instytucjonalnymi. Część zainteresowanych osób ostatecznie rezygnowała z kupna papierów wartościowych będąc zmuszona wziąć na ich zakup specjalny kredyt, choć nie było pewności, że zostanie on w całości wykorzystany właśnie na ten cel (możliwe redukcje zapisów wynikające z nadmiernego popytu na akcje). Akcjonariat Obywatelski zmienił tę sytuację. 
W ramach każdej emisji akcji spółek Skarbu Państwa zgodnie z tą ideą, dla inwestorów indywidualnych rezerwuje się określoną liczbę papierów wartościowych oraz ustala limit zakupu dla każdego nabywcy. Dzięki tym dwóm działaniom inwestor indywidualny może precyzyjniej określić zakres kosztów związanych z inwestycją.

## Działania edukacyjne
Inwestorzy, którzy dzięki Akcjonariatowi Obywatelskiemu założyli rachunki maklerskie i rozpoczęli inwestowanie na giełdzie, nie zostają sami. W ramach programu prowadzone są działania edukacyjne na temat aktywnego zarządzania posiadanymi aktywami. Dla osób stawiających pierwsze kroki na giełdzie, jak i dla aktywnych inwestorów organizowane są spotkania z ekspertami, szkolenia i warsztaty, podczas których przekazywana jest wiedza niezbędna do korzystania z możliwości, jakie daje rynek kapitałowy i podejmowania świadomych decyzji o inwestycjach giełdowych. 